# 周應期 (萬曆己未進士)
周應期（1586年—1664年），字克昌，號际五，晚年自號止庵，浙江永嘉县人，明朝政治人物。

## 生平
萬曆四十三年（1615年）舉乙卯科浙江鄉試，萬曆四十七年（1619年）己未科二甲第一名进士。吏部觀政，同年六月授禮部精膳司主事。天啟二年（1622年），升主客司员外郎，天啟四年（1624年）官儀制司郎中，因忤魏忠贤，與天啟五年（1625年）出为福建海道兵備副使，升本省右參政，参与修订广东海道副使喻安性、香山知县但啓元制定的准许葡萄牙在澳门关贸活动的《海道禁约》。
崇祯初年，任江西九江兵备按察使，在任五年，時號稱善治。歷江西右、山东左布政使，为官廉洁，在兵乱之后，他出库存修缮城墙和庙宇，并且雇佣饥民赈灾救病。晉右副都御史，理屯京東。
甲申國難後，杜門撰述，自號「止菴」，不出户者十九年。康熙三年甲辰卒，學者稱清節先生。

## 著作
著有《家礼正衡》《正字遗书》《容台疏稿》《理屯疏稿》等，都未傳世。遗文有《谏遣监臣疏》《周旋畏庵集后序》《柯荣歌宜室集序》。
崇祯元年（1628年），刻印过周旋《畏庵集》10卷。

## 家族
曾祖周必泰。祖父周一。父周尚文，庠生。應期有子周天錫、周天鏡。